# Глас Српске
Глас Српске је дневни лист који излази у Републици Српској. Главна и одговорна уредница „Гласа Српске” од 2014. године је Борјана Радмановић Петровић.
Сједиште Гласа Српске се налази у Бањој Луци.

## Издавач
Издавач "Гласа Српске" је Акционарско друштво "Глас Српске" Бањалука, генерални директор је Борис Дмитрашиновић, предсједник Управног одбора Сања Благојевић, АД "Глас Српске" води се на Бањалучкој берзи

## Историја
У Жупици код Прекаје, надомак Дрвара 30. јула 1943. у кући породице Тадић одштампан је први број "Гласа", а већ наредног дана је подијељен првим читаоцима. Прву редакцију тадашњег “Гласа” чинили су Скендер Куленовић, Илија Дошен, Ђуро Пуцар, Рада Врањешевић, Вилко Винтерхалтер, Осман Карабеговић и Бошко Шиљеговић. Послије Другог свјетског рата на кући је  13. јула 1968, поводом прославе 25-годишњице излажења листа постављена спомен плоча која је 1995. уништена. Већ у августу 1943. редакција “Гласа” се са штампаријом премјестила из Жупице у Рибник. Након земљотреса у Бањој Луци 1969. Глас се нашао у тешкој ситуацији јер је цијела штампарија била срушена, тако да се морала измјестити. У том периоду глас је штампан на две странице а највише на осам. Сав посао се обављао на једној штампарској машини која је остала неоштећена јер се налазила неотпакована у магацину. Тежак период је био и током Одбрамбено-отаџбинског рата јер су несташице папира и боје пријетиле да обуставе штамање. Због несташица електричне енергије штампало се искључиво ноћу. А тешко су се набављали и дијелови који су били потребни за несметани рад штампарских машина. Поред свих недаћа никада се није десило да Глас није изашао.
Током историје свог постојања, Глас Српске је неколико пута мијењао називе.

### Глас
Први број „Гласа“ изашао је као орган НОП-а за Босанску Крајину у Жупици крај Дрвара, 31. јула 1943. Од 1945. Глас излази у Бањој Луци као орган Обласног народног фронта до јуна 1951. Од септембра 1953. до 25. 11. 1955. излази као орган ССРН под насловом „Бањалучке новине“, а затим од 1955. до 1963. до под насловом „Крајишке новине“  Од 13. маја 1963. лист поново излази под именом „Глас“. Од 8. фебруара 1983. „Глас“ излази као дневни лист.

### Глас српски
Од 15. септембра 1992, одлуком Народне скупштине Републике Српске излази као дневни лист Републике Српске. Под именом „Глас српски“ излази од 28. септембра 1992. до 5. маја 2003. Оснивач је Народна скупштина Републике Српске.

### Глас Српске
Под именом „Глас Српске“ излази од 5. маја 2003. године.

## Манифестације
Избор десет најбољих спортиста Републике Српске и Сајам књиге су двије велике манифестације које је “Глас” створио.
Обје својеврсни празници — једна окупља најбоље спортисте, који током сваке године дају све од себе и из велике љубави према томе што раде чине неке велике ствари и бивају окруњени за своје успјехе. Друга окупља заљубљенике и занесењаке који воле књиге и књижевност и живе кроз њих. Обје подстакнуте јединственим енергијама, љубавима и преданошћу, свака на свој начин су чувари посвећених намјера људи који су их започели и оставили да расту и развијају се.

### Избор десет најбољих спортиста
Можда и најупечатљивије обиљежје “Гласа” је манифестација Избор десет најбољих спортиста коју наш лист организује још од давне 1955. године. Све до 1991. бирани су најбољи спортисти Босанске Крајине, а од 1992. бира се десет најбољих спортиста Републике Српске.

### Сајам књига
Почетком 1993. године обновљена је издавачка дјелатност која је у “Гласу” практично била угашена након издвајања тадашњег ООУР-а Издавачка дјелатност и формирања “Новог Гласа” као самосталног предузећа. Наредних година објављен је знатан број белетристичких и публицистичких књига које су углавном свједочиле о рату.
Први међународни сајам књиге одржан је 1996. године, под називом “Бањалука '96”.
Сајам је одржан у Банском Двору да би након тога одржаван у згради тадашњег Дома војске, простору Музеја РС, Народне и универзитетске библиотеке РС и Дјечијег позоришта у Дому солидарности, те у Спортској дворани “Борик”, у хали “Велесајма”, па опет у дворани “Борик”, гдје се и данас одржава.

## Архива
„Глас Српске” посједује архиву у штампаном и електронском формату. У сједишту компаније налазе се сва штампана издања „Гласа” од првог броја до данас. Од 2015. године кренуло се у дигитализацију архиве и добар дио је пребачен у електронски формат (ПДФ) и доступан је бесплатно на сајту „Гласа”.

## Занимљивости
12. јула 2019. изашао је 15 000 број Гласа Српске.
26. новембра 2011. изашао је први број Гласа Српске - издање за Аустралију. Промоција аустралијског издања била је у Српском центру у Бониргу, Сиднеј. Директор и одговорни уредник издања за Аустралију био је Драган Царан. Већински дио листа је припремала редакција у Бањој Луци, а три стране је припремала редакција у Сиднеју. Све стране су биле у колору. Насловна страна је у основи била иста као и првих пет страна. Лист је штампан у Сиднеју. Излазио је шест мјесеци.

## Познати сарадници
- Бранко Ћопић
- Лимун Папић
- Радмило Шиповац
- Миро Млађеновић
- Антон Касиповић
- Жељко Копања
- Милош Шолаја

## Главни уредници
- Јован Марјановић (1945-`1947)
- Неда Ерцег (1953-1955)
- Савка Баста (1956-1966)
- Бесим Карабеговић (од 1966)
- Жељко Јурић (1978)
- од бр. 3014 (1980) Милан Станивуковић, в. д.
- од бр. 3065 (1980) Илија Дурбић
- од бр. 4146 (1984) Милош Милиновић, в. д.
- од бр. 4238 (1984) Небојша Радмановић (1984-1987)
- од бр. 4914 (1987) Антон Касиповић
- од бр. 6324 (1991) Миро Млађеновић, в. д.
- од бр. 6996 (1993) Никола Гузијан;
- од бр. 7305 (1994) в.д. Миро Млађеновић;
- од бр. 7587 (1995) Гордан Матрак;
- од бр. 8483 (1998) Рајко Радовановић;
- од бр. 8535 (1998) Томо Марић;
- од бр. 8812 (1999) Никола Гузијан;
- од бр. 9447 (2001) Боро Марић
- Зорка Шамара
- од бр. 10972 (2006) в.д. Томо Марић;
- од бр. 11511 (2008) в.д. Мирјана Кусмук;
- од бр. 13089 (2013) в.д. Далиборка Секулић;
- од бр. 13272 (2013) в.д. Далиборка Рогић;
- од бр. 13323 (2014) Борјана Радмановић-Петровић

## Признања
- Указом председника СФРЈ од 19. јула 1969. „Глас“ је одликован Орденом заслуга за народ са сребрним зрацима.
- Указом председника Републике Српске од 9. јануара 1994. лист „Глас српски“ одликован је Орденом Његоша првог реда.
- Указом председника Републике Српске од 31. јула 2003. лист „Глас Српске“ одликован је Орденом заставе Републике Српске са сребрним вијенцем.
- Указом Предсједника Републике Српске лист "Глас Српске" одликован је Орденом части са златним зракама[тражи се извор]